# Цитраль
Цитраль є ациклічним монотерпеновим альдегідом, який складається з двох ізопренових ланок. Цитраль представлений двома геометричними ізомерами, які мають власні назви: E -ізомер називається гераніальним (транс -цитраль; α-цитраль) або цитраль A; Z- ізомер називається нералем (цис -цитраль; β-цитраль) або цитраль B. Ці стереоізомери зустрічаються як суміш, часто не в рівних пропорціях; наприклад, в ефірній олії імбиру австралійському  (Alpinia caerulea) співвідношення нералю до гераніального ізомеру становить 0,61.

## Поширення у природі
Цитраль міститься в ефірних оліях кількох рослин :
- Мирті лимонному (Backhousia citriodora) (90–98 %),
- Litsea citrata (90 %),
- Litsea cubeba (70–85 %),
- Лемонграсі (65–85 %),
- Чайному дереві лимонному (Leptospermum liversidgei) (70–80 %),
- Ocimum gratissimum (66,5 %),
- Lindera citriodora (близько 65 %),
- Calypranthes parriculata (близько 62 %),
- Петитгрейні (36 %),
- Вербені лимонній (Aloysia citrodora) (30–35 %),
- Евкаліпті штайгерському (Eucalyptus staigeriana)(26 %),
- Мелісі лікарській(11 %),
- Лаймі (6-9 %),
- Лимоні (2-5 %),
- Апельсині.

А також в ліпідній фракції (ефірній олії) імбиру австралійського  (Alpinia caerulea) (51–71 %). Найбільше цитралю міститься у мирті австралійському (Leptospermum laevigatum), мирті лимонному , Backhousia citriodora F. Muell. (родини Миртових).

## Біологічні властивості
Цитраль можливо має протипухлинну дію, так Dubey N. K. зі співав. (1997) показали цитотоксичний вплив ефірної олії човноборідника лимоного (Cymbopogon citratus) на P(388) клітини лейкемії мишей. Має сильні антимікробні властивості.
У 2016 році in vitro було доведено його антисептичну дію проти харчового патогену Cronobacter sakazakii, який викликає інфекцію немовлят з дуже високою смертністю (у 40-80 % випадків).

## Безпека
Цитраль є алергеном: Міжнародна асоціація парфумерії наводить рівень відсутності побічних ефектів для цитралюу як 1400 мікрограмів. Цитраль пройшов випробування, у яких не виявили його генотоксичності чи канцерогенного ефекту.

## Застосування
Цитраль має сильний лимонний (цитрусовий) аромат, тому використовується як ароматичний компонент у парфумерії. Також цитраль застосовують для збагачення лимонної олії (нероль, інший парфумерний компонент має менш інтенсивну, але солодшу лимонну ноту.) Альдегіди цитронеллаль і цитраль вважаються ключовими компонентами, відповідальними за лимонну ноту, проте перевагу надають цитралю.
Цитраль принаджує комах завдяки феромонним властивостям.
Використовується у хімічному синтезі вітаміну А, лікопіну, іонону та метиліонону, а також для маскування запаху диму.
Човноборідник лимонний (Cymbopogon citratus), який містить цитраль, має інсектицидну та протигрибкову дію проти складських шкідників.
Цитраль також є харчовою добавкою.